# Kan-Erweiterung
In der mathematischen Kategorientheorie bezeichnet man Funktoren, die die universelle Approximation an die Lösung der Gleichung {\displaystyle ?\circ F=X} sind, als Kan-Erweiterungen.
Die Konstruktion ist nach Daniel M. Kan benannt, der solche Erweiterungen 1960 als Limites und Kolimites konstruierte.

## Definition
Es gibt zwei duale Definitionen:
Die eine Erweiterung wird linksseitig genannt, weil sie über eine universelle Eigenschaft definiert wird, in der die Kan-Erweiterung als Quelle auftritt, während die andere Erweiterung rechtsseitig genannt wird, weil sie Ziel einer universellen Transformation ist.

### Linksseitige Kan-Erweiterung
Seien {\displaystyle {\mathcal {A}}}, {\displaystyle {\mathcal {B}}} und {\displaystyle {\mathcal {C}}} Kategorien, {\displaystyle L,X,F} und {\displaystyle M} Funktoren und {\displaystyle \sigma } und {\displaystyle \alpha } natürliche Transformationen.
Die linksseitige Kan-Erweiterung eines Funktors {\displaystyle X\colon {\mathcal {A}}\to {\mathcal {C}}}
entlang eines Funktors {\displaystyle F\colon {\mathcal {A}}\to {\mathcal {B}}} 
ist ein Paar {\displaystyle (L\colon {\mathcal {B}}\to {\mathcal {C}},\varepsilon \colon X\to L\circ F)},
das die folgende universelle Eigenschaft erfüllt:
Für jedes {\displaystyle M\colon {\mathcal {B}}\to {\mathcal {C}}}
und jedes {\displaystyle \alpha \colon X\to M\circ F}
gibt es genau ein {\displaystyle \sigma \colon L\to M} mit {\displaystyle \sigma _{F}\circ \varepsilon =\alpha },
wobei {\displaystyle \sigma _{F}(A)=\sigma \left(F(A)\right)}.

### Rechtsseitige Kan-Erweiterung
Seien {\displaystyle {\mathcal {A}}}, {\displaystyle {\mathcal {B}}} und {\displaystyle {\mathcal {C}}} Kategorien, {\displaystyle R,X.F} und {\displaystyle M} Funktoren und {\displaystyle \delta } und {\displaystyle \mu } natürliche Transformationen.
Die rechtsseitige Kan-Erweiterung eines Funktors {\displaystyle X\colon {\mathcal {A}}\to {\mathcal {C}}}
entlang eines Funktors {\displaystyle F\colon {\mathcal {A}}\to {\mathcal {B}}} 
ist ein Paar {\displaystyle (R\colon {\mathcal {B}}\to {\mathcal {C}},\eta \colon R\circ F\to X)},
das die folgende universelle Eigenschaft erfüllt:
Für jedes {\displaystyle M\colon {\mathcal {B}}\to {\mathcal {C}}}
und jedes {\displaystyle \mu \colon M\circ F\to X}
gibt es genau ein {\displaystyle \delta \colon M\to R} mit {\displaystyle \eta \circ \delta _{F}=\mu },
wobei {\displaystyle \delta _{F}(A)=\delta \left(F(A)\right)}.